# Suddenly I See
«Suddenly I See» —en español: «De repente veo»— es el título del tercer sencillo de su álbum debut de la cantante escocesa KT Tunstall, Eye to the Telescope.

## Video musical
Hay tres diferentes videos musicales, uno para Reino Unido, uno para los Estados Unidos, y una animación.
La versión británica, dirigida por Big TV!, es un video sencillo desempeño en cui Tunstall y su banda jugar a través de otro conjunto de Tunstall y su banda.
La versión americana, dirigida por Patrick Daughters Características Tunstall en diferentes situaciones que implican un circo en Rumania. Filmado en Bucarest El video fue producido por Films perro negro y atendidas por la producción local de la empresa Domino Productions con el productor Catalin Neagu. Esta versión salió al aire por un corto tiempo en los Estados Unidos y, al parecer, ha sido sustituido por las rotaciones en la versión animada.
La versión animada, dirigida por Honey (es decir, el equipo de marido y mujer como directora de Laura Kelly y Nicholas Brooks), cuenta con Tunstall caminar por un mundo de fantasía animada de pop-up, y participa en actividades tales como subir las guitarras gigantes, equitación trenes en miniatura, y la deriva en el espacio.

## Lista de canciones
- 7" REL21

1. «Suddenly I See» (sencillo versión)
2. «Moment of Madness» (live)

- CD RELCD21

1. «Suddenly I See» (sencillo versión)
2. «Girl & the Ghost»

- DVD RELDVD21

1. «Suddenly I See» (video)
2. «Miniature Disasters» (live at Glastonbury video)
3. «Get Ur Freak On» (BBC Radio 1 Live Lounge)

- Europe CD

1. «Suddenly I See» (sencillo versión)
2. «Girl & the Ghost»
3. «Moment of Madness»
4. «Get Ur Freak On» (BBC Radio 1 Live Lounge)

- Australia CD

1. «Suddenly I See» (sencillo versión)
2. «Other Side of the World» (sencillo versión)
3. «Black Horse and the Cherry Tree» (sencillo versión)
4. «Get Ur Freak On» (BBC Radio 1 Live Lounge)

- iTunes Single

1. «Suddenly I See» (sencillo versión)
2. «Suddenly I See» (live at Webster Hall)

- Promo CD

1. «Suddenly I See» (radio versión) 3:11
2. «Suddenly I See» (instrumental) 3:11

## Apariciones en medios
"Suddenly I See" fue usada en los créditos de apertura de la película The Devil Wears Prada pero sin embargo esta canción no aparece en el CD de la Banda sonora de la película de 2006, además de haber sido escuchada en los créditos finales de la película Blind Date y también como música de despedida para las concursantes femeninas eliminadas del Reality de la FOX So you think you can dance. Apareció en el final de temporada de la serie de MTV The Hills, Fue también usada en la serie de la ABC Six Degrees, en la serie de la BBC Torchwood y cerró el primer episodio de la serie de TV Ugly Betty. Fue también usado en la telenovela brasileña Belíssima. Fue usado en un episodio de la primera temporada de la serie de televisión The Loop. El videojuego Thrillville reproduce esta canción en las estaciones de radio de los parques de atracciones. Fue utilizada también en series como Entre Fantasmas (Temporada 2) y Medium (Temporada 3). Actualmente es utilizada en el comercial chileno de Nestea y en el comercial del nuevo desodorante de Rexona, Rexona extra fresh. Fueron usadas en Grey's Anatomy. La versión Acoustic Extravaganza de "Universe & U" está en la banda sonora de la segunda temporada. Fue una de las nueve candidatas para la canción de campaña de Hillary Clinton. También se usó para un promocional de la franja Nicktoons de Nickelodeon Latinoamérica.
El sample inicial de "Suddenly I See" fue utilizado en el comienzo de uno de los episodios del programa de MTV "Quiero Mis Quinces".

## Posicionamiento en listas
| Listas (2005-07)                | Mejor posición |
| ------------------------------- | -------------- |
| Australian ARIA Singles Chart   | 6              |
| Canadá (Canadian Hot 100)       | 39             |
| Irish Singles Chart             | 25             |
| Italian Singles Chart           | 36             |
| New Zealand RIANZ Singles Chart | 5              |
| Spain Los 40 Principales        | 16             |
| UK Singles Chart                | 12             |
| US Billboard Hot 100            | 21             |
| US Billboard Pop Songs          | 33             |
| US Billboard Adult Pop Songs    | 5              |
| US Billboard Adult Contemporary | 10             |